# Alessandro Piccinini
Alessandro Piccinini (30 de diciembre de 1566 - ca. 1638), fue un laudista y compositor italiano. 
Piccinini nació en Bolonia den una familia musical. Su padre, Leonardo Maria Piccinini enseñó a tañer el laúd a Alessandro, así como a sus hermanos Girolamo (d. 1615) y Filippo (d. 1648). Trabajó en la corte de la Casa de Este, Ferrara (de 1582 a 1597) y con el Cardenal Pietro Aldobrandini, legado papal en Bolonia y Ferrara. Piccinini murió en torno a 1638, probablemente en Bolonia.
Se le conoce principalmente por sus dos volúmenes de música para laúd: Intavolatura di Liuto et di Chitarrone, libro primo (Bolonia, 1623) e Intavolaturo di Liuto (Bolonia, 1639), publicado póstumamente por su hijo Leonardo Maria Piccinini. La colección de 1623 es de particular importancia por el largo prefacio de Piccinini, que incluye un detallado manual sobre interpretación, así como reclamaciones de haber inventado el archilaúd (Piccinini también efectuó importantes modificaciones a la tiorba). Piccinini se concentró en la composición de toccatas, courantes y gallardas, así como diferentes tipos de variaciones musicales. No se conocen otras obras de Piccinini. La música de La selva sin amor, la primera ópera interpretada en España, compuesta por su hermano Filippo, se ha perdido.

## Obras
- Intavolatura di liuto, et di chitarrone, libro primo, nel quale si contengano dell’uno, & dell’altro stromento arie, baletti, correnti, gagliarde, canzoni, & ricercate musicali, & altre à dui, e trè liuti concertati insieme; et una inscrittione d’avertimenti, che insegna la maniera, & il modo di ben sonare con facilità i sudetti stromenti (Bolonia, 1623)
- Intavolatura di liuto, nel quale si contengono toccate, ricercate musicali, corrente, gagliarde, chiaccone, e passacagli alla vera spagnola, un bergamasco, con varie partite, una battaglia, & altri capricci (Bolonia, 1639, publicación póstuma)